# Allée de Bellefontaine
Pour les articles homonymes, voir Bellefontaine.
L'allée de Bellefontaine (en occitan : alèa de Belafont) est une voie de Toulouse, chef-lieu de la région Occitanie, dans le Midi de la France.

## Situation et accès

### Description
L'allée de Bellefontaine est une voie publique de Toulouse. Elle traverse le quartier du même nom, dans le secteur 6 - Ouest.
Elle naît perpendiculairement à la route de Seysses. Elle se termine au niveau du rond-point du Docteur-Maurice-Cahuzac, qui se forme au carrefour de l'avenue Paul-Ourliac et de l'avenue du Mirail.

### Voies rencontrées
L'allée de Bellefontaine rencontre les voies suivantes, dans l'ordre des numéros croissants (« g » indique que la rue se situe à gauche, « d » à droite) :
1. Route de Seysses
2. Rue Paul-Gauguin
3. Rond-point Jean-Llante
4. Rue Vincent-van-Gogh (g)
5. Rue Georges-Rouault (d)
6. Impasse François-Foulquier (d)
7. Passage Georges-Braque (g)
8. Rue Paul-Gervais (d)
9. Avenue de Reynerie (d)
10. Rue de Jérusalem (g)
11. Rue Georges-Bernanos (g)
12. Chemin de Lestang (g)
13. Rue du Doyen-Lefebvre (d)
14. Passage Louis-Pergaud - accès piéton (g)
15. Rond-point du Docteur-Maurice-Cahuzac
16. Avenue Paul-Ourliac (g)
17. Avenue du Mirail (d)

### Transports

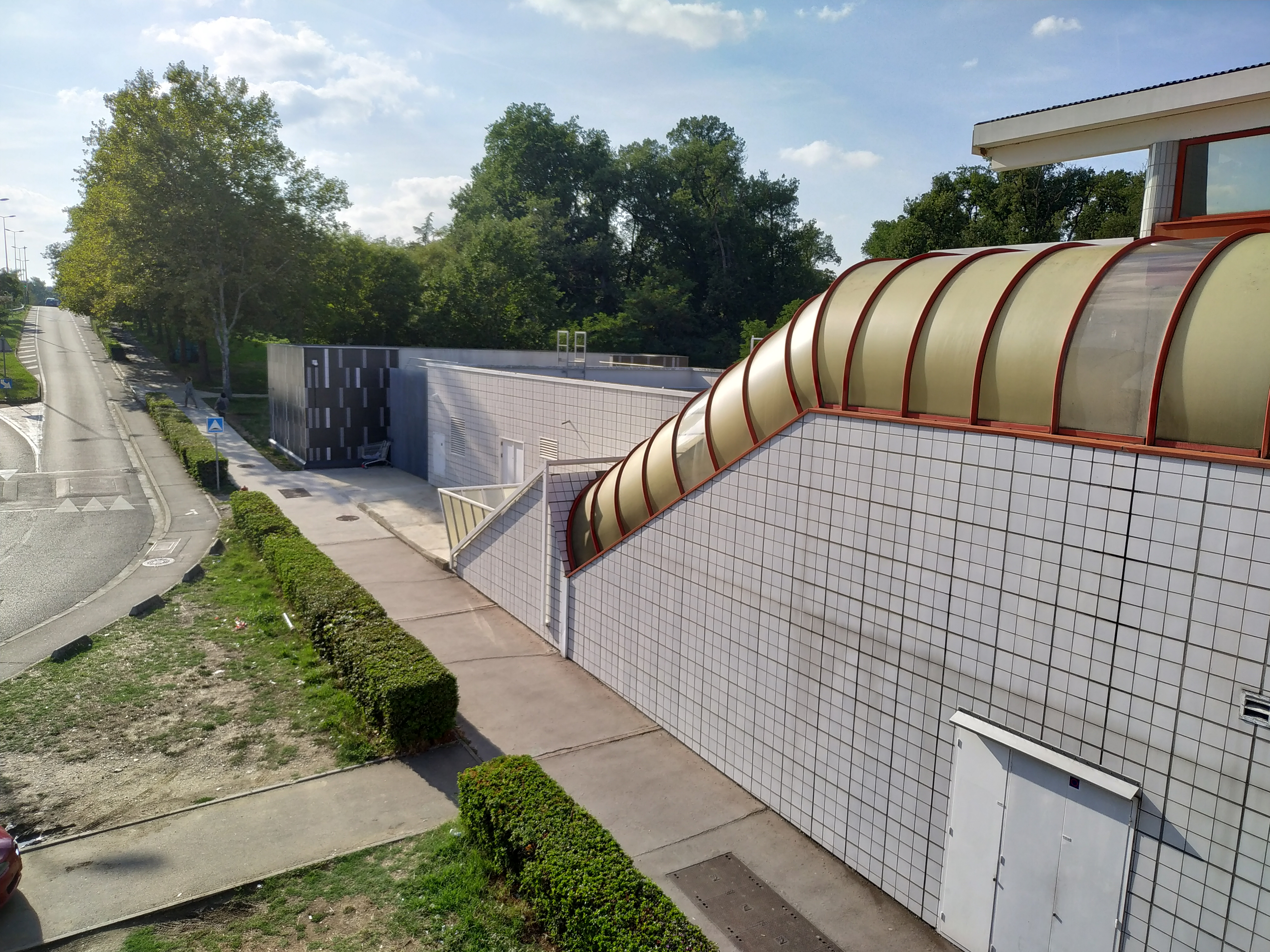
La station de métro Bellefontaine.

L'allée de Bellefontaine est directement desservie par la station de métro du même nom, sur la ligne . Elle est de plus parcourue, entre l'avenue de Reynerie et l'avenue du Mirail, par la ligne de bus 14 et, entre le chemin de Lestang et l'avenue du Mirail, par la ligne de Linéo L4. Le long de cette dernière se trouvent d'ailleurs, à proximité immédiate de l'allée de Bellefontaine, les arrêts des lignes de bus 254950588587.
Il n'existe pas de station de vélos en libre-service VélôToulouse à proximité de l'allée de Bellefontaine. La station la plus proche est la station no 264 (place des Glières).

## Odonymie
L'allée de Bellefontaine, ouverte en 1965, a toujours porté ce nom. Il existait effectivement un domaine de Belle-Fontaine, le long du chemin de Lestang, (emplacement de l'immeuble Camus, no 10 passage Albert-Camus). Ce domaine, qui appartenait à la commune de Toulouse, fut le premier à être urbanisé lors de l'aménagement du Mirail et donna son nom au nouveau quartier qui se constituait.

## Patrimoine et lieux d'intérêt

### Lotissement des Mûriers
no  17 :  Patrimoine XXe siècle (2017).
Le lotissement des Mûriers, un « collectif horizontal » est construit entre mai 1971 et mars 1973 pour le compte de Société civile immobilière de Bellefontaine, sur les plans de l'atelier toulousain de Georges Candilis, et particulièrement de l'architecte Paul Degrez. Il se compose plusieurs groupes de quatre maisons mitoyennes, pour un total de 89 logements, disposées entre l'allée de Bellefontaine (actuel no 17), la rue Paul-Gauguin (actuels no 39-41), le cheminement Francisco-de-Goya et la rue de Rimont (actuels no 21-31), en périphérie des immeubles de grande hauteur de Bellefontaine, mais dans la continuité des zones pavillonnaires de la route de Seysses. Il n'y a pas de jardin privatif extérieur et, jusqu'en 2005, l'intérieur du lotissement était entièrement réservé aux piétons, aux jardins et aux jeux d'enfants, les aires de stationnement, les garages couverts et les voies de circulation étant rejetés à l'extérieur du lotissement. 
Les maisons, de plan en L, s'accrochent les unes aux autres, formant des grappes, dans ce que Paul Degrez appelait une « trame orthogonale tournante ». Elles s'organisent autour d'un espace intérieur composé d'un patio de 27 m², élément central autour duquel rayonnent toutes les pièces de vie. La plupart des maisons sont en rez-de-chaussée (T4), quoique certaines aient un étage (T6). La maçonnerie est en poteaux et poutres de béton avec remplissage de brique pour les murs extérieurs et de parpaing pour les murs mitoyens,,.

### Parcs et jardins publics
- parc de la Reynerie.
- petit bois de Bellefontaine.